# مدرسة الذرة
مدرسة الذرة هي مهرجان وواحد من معارض الشوارع التي مازالت موجودة، والتي تقام في قلب مدينة لاغرانج، إنديانا في الأسبوع الأول من شهر أكتوبر من كل عام. بدأ في عام 1906، حيث كان في الأصل احتفالاً ليوم واحد للأولاد في صفوف زراعة الذرة المحلي لعرض منتجاتهم. حيث كانوا يحصلون على جوائز لزراعتهم الذرة، وقد كان هذا اليوم لتكريمهم. الشخصيات البارزة مثل محافظ أنديانا فرانك هانلي وسكرتير الدولة للزراعة قاموا بإلقاء كلماتهم في العاميين الأولين للمهرجان.
منذ عام 1909، افتتحت مدرسة الذرة في يوم الثلاثاء واستمرت لمدة أسبوع. وتم إضافة قائمة مكافأت  تشمل الماشية، الدواجن، المنتجات الزراعية، التطريز، الفواكه، المعجنات وأعمال نادي الفور اتش واستمرت لفترة من الوقت. ثم قدمت عروض وجوائز أسبوع مدرسة الذرة للأحداث المتنوعة وسرعان ما بلغت مجموعها 3.000 دولار سنوياً. في 1983، أنشئت مدرسة ذرة مقاطعة لاغرانج كمؤسسة غير قابلة للربح. أصبح قراءة الطالع أمر شائع في المهرجان وخلال العروض أيضاً. سيارة العرض الكلاسيكية هي أحد المعالم الرئيسية لمدرسة الذرة، كما يقوم أصحاب السيارات المحليين والوافدين بالاستعراض بسيارتهم. وتترأس الملكة التي ترأس مدرسة الذرة جميع العروض، وهو تقليد بدأ منذ عام 1950. يتم اختيار ملكة مدرسة الذرة من خلال مسابقة تجرى في هذه الفترة بعنوان «مواطن العام».
لقد تحول المهرجان من يوم جوائز حصاد بسيط إلى احتفال يستمر لمدة أسبوع مصحوباً بجولات المهرجان، الألعاب، عروض المواهب، بائعي الطعام، الاستعراضات ومازالت جوائز الخضروات التقليدية موجودة. كما تعرض الأطعمة المعلبة والمنتجات الحرفية في مكتبة عامة. وفي كل عام يتم تتويج ملكة مدرسة الذرة، ومازالت الشركات المحلية تساهم في الجوائز.